# Cine Doré

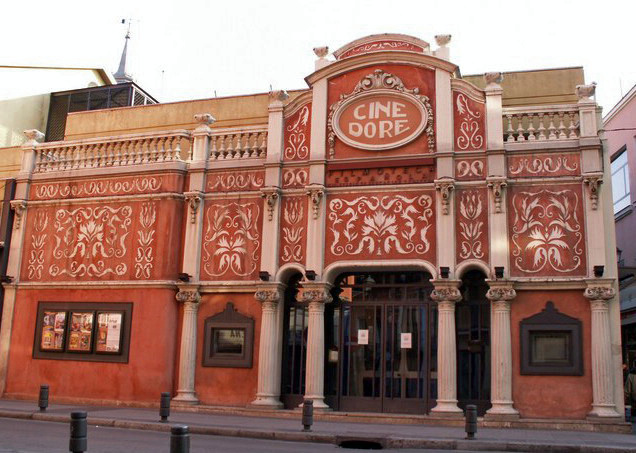
Frontansicht Cine Doré

Das historische Cine Doré (dt. „Goldenes Kino“) befindet sich in Madrid (Spanien), in der Calle Santa Isabel, Nummer 3. Es wurde auf Initiative des in Katalonien geborenen Geschäftsmannes Arturo Carballo errichtet und im Dezember 1912 eingeweiht. Es wurde 1925 von Manuel López-Mora Villegas renoviert und steht heute unter Denkmalschutz. 
Seit 1989 ist es der Kino- und Ausstellungssaal der Filmoteca Española, in dem auch öffentliche Sitzungen stattfinden. Die Filmoteca Espanyola ist eine offizielle spanische Einrichtung innerhalb des Institut de la Cinematografia i de les Arts Audiovisuals. Seine Ziele sind die Wiedergewinnung, Erforschung und Erhaltung des spanischen Filmerbes und seine Verbreitung. Die Funktionen der Filmoteca Espanyola werden durch königlichen Erlass festgelegt.
Eine sorgfältige Renovierung ermöglichte die Wiederherstellung der besonderen Fassade und des Hauptsaals. Darüber hinaus wurde im Untergeschoss ein weiterer Vorführraum eröffnet, und auf der Terrasse können Ausstellungen stattfinden. In der Lobby des Komplexes befinden sich eine Cafeteria und eine Buchhandlung, die sich auf Filmthemen spezialisiert hat.